# Listă de regizori greci
Aceasta este o listă de regizori de film greci:

Cuprins: Început - 0–9 A B C D E F G H I J K L M N O P Q R S T U V W X Y Z

## A
- Erricos Andreou
- Kostas Andritsos
- Theo Angelopoulos
- Angeliki Antoniou
- Katerina Athanasopoulou
- Alexandros Avranas

## B
- Theodoros Bafaloukos
- Giannis Bezos

## C
- Michael Cacoyannis
- George Pan Cosmatos

## D
- Giannis Dalianidis
- Alexis Damianos
- Dinos Dimopoulos

## F
- Yannis Fagras
- Costas Ferris
- Nikos Foskolos

## G
- Costa Gavras
- Vasilis Georgiadis
- Constantine Giannaris
- Grigoris Grigoriou

## I
- Dennis Iliadis

## K
- Iakovos Kambanellis
- Takis Kanellopoulos
- Dinos Katsouridis
- Kostas Karagiannis
- Nikos Koundouros
- Panos H. Koutras
- Dimitris Koutsiabasakos
- Kostas Koutsomytis

## L
- Yorgos Lanthimos
- Orestis Laskos
- Dennis Latos
- Alekos Livaditis

## M
- Manousos Manousakis
- Kostas Manoussakis
- Alexandros Maragos
- Thodoros Maragos
- Nico Mastorakis
- Daphne Matziaraki
- Vassilis Mazomenos
- Prodromos Meravidis

## N
- Nikos Nikolaidis

## P
- Giorgos Panousopoulos
- Christoforos Papakaliatis
- Dimitris Papamichael (Δημήτρης Παπαμιχαήλ)
- Phedon Papamichael
- Nikos Papatakis
- Nikos Perakis
- Elia Petridis
- Vassilis Photopoulos
- Maria Plyta
- Alex Proyas

## R
- Lucia Rikaki

## S
- Alekos Sakellarios
- Dimitris Sirinakis
- George Skalenakis
- Yannis Smaragdis
- Spiros Stathoulopoulos

## T
- Gregg G. Tallas
- Pavlos Tassios
- Stelios Tatasopoulos
- Athina Rachel Tsangari
- Nikos Tsiforos
- Filippos Tsitos
- Stelios Tatasopoulos
- Giorgos Tzavellas
- Syllas Tzoumerkas

## V
- Nassos Vakalis
- Thanasis Veggos
- Takis Vougiouklakis
- Alexander Voulgaris
- Pantelis Voulgaris
- Dimitris Voyatzis